# Cyamémazine
Wikipédia ne donne pas d'avis médical : seul un professionnel (médecin, pharmacien, etc.) est habilité à le faire.
La cyamémazine (DCI) est un médicament antipsychotique. Cet antipsychotique de première génération, ou neuroleptique est surtout utilisé pour ses effets sédatifs et anxiolytiques puissants, pouvant induire de la somnolence et le sommeil en fonction de la dose prise. Cette sédation est cependant souvent recherchée dans le traitement de l'anxiété, des états aigus d'agitation, d'agressivité et des troubles du comportement. Elle est commercialisée en France depuis 1972 sous le nom de Tercian.
Il s'agit de l'un des antipsychotiques de première génération les plus prescrits en France, souvent en complément d'un autre antipsychotique.
Ce médicament fait partie de ce qu'on appelle les « tranquillisants majeurs ». Son usage doit être strictement respecté afin de ne pas créer d’effets néfastes.

## Classe chimique
La cyamémazine est un dérivé de la phénothiazine, à chaine aliphatique et fait partie de la première génération de neuroleptiques mais, à faible dose, possède des actions et une retranscription clinique semblables à celles des antipsychotiques de seconde génération,. Elle peut être classée comme un neuroleptique sédatif, en opposition aux neuroleptiques incisifs.

## Pharmacodynamique

### Mécanisme d'action

#### Cyamémazine (molécule-mère)
La cyamémazine est un antagoniste ayant une forte affinité de liaison avec les récepteurs dopaminergiques D1, D2, D3, D4 et D5, sérotoninergiques 5-HT2, 5-HT6 et 5-HT7, adrénergiques α1, histaminiques H1 et muscariniques.
Elle détient des propriétés antipsychotiques (antidélirantes et antihallucinatoires) faibles de par son action antidopaminergique anti-D2. Elle possède également des propriétés sédatives et anxiolytiques de par ses actions antihistaminique anti-H1, adrénolytique anti-α1 et antisérotoninergique anti-5-HT2C. Son antagonisme des récepteurs 5-HT2A à la sérotonine peut expliquer l'incidence faible des effets secondaires extrapyramidaux avec cette molécule, qui sont présents surtout à haute dose mais néanmoins possibles à des doses plus modérées,,,,. Elle présente des effets atropiniques (anticholinergiques) marqués qui sont responsables de certaines contre-indications et effets indésirables,.
| Site | Ki (nM) | Espèce        | Référence |
| --- | ------- | ------------- | --------- |
| H1 | 9.3     | Cochon d'Inde | [ 13 ]    |
| H2 | 351     | Cochon d'Inde | [ 13 ]    |
| H3 | > 10000 | Rat           | [ 13 ]    |
| M1 | 13      | Humain        | [ 13 ]    |
| M2 | 42      | Humain        | [ 13 ]    |
| M3 | 32      | Humain        | [ 13 ]    |
| M4 | 12      | Humain        | [ 13 ]    |
| M5 | 35      | Humain        | [ 13 ]    |
| 5-HT1A | 517     | Humain        | [ 13 ]    |
| 5-HT2A | 1.5     | Humain        | [ 13 ]    |
| 5-HT2C | 12      | Humain        | [ 13 ]    |
| 5-HT3 | 2943    | Humain        | [ 13 ]    |
| 5-HT7 | 22      | Humain        | [ 13 ]    |
| D1 | 3.8     | Humain        | [ 13 ]    |
| D2 | 5.8     | Humain        | [ 13 ]    |
| D3 | 2.5     | Humain        | [ 13 ]    |
| D4 | 5.3     | Humain        | [ 13 ]    |
| α1 | 2.3     | Rat           | [ 13 ]    |
| α2 | 1320    | Rat           | [ 13 ]    |
| GABAA | > 10000 | Rat           | [ 13 ]    |
| GABAB | > 10000 | Rat           | [ 13 ]    |
| Valeurs de Ki en nanomolaires (nM). Plus la valeur de Ki est petite, plus le médicament se lie fortement au site. |         |               |           |

| Site   | Ki (nM) | Espèce | Référence |
| ------ | ------- | ------ | --------- |
| 5-HT2A | 1.5     |        | [ 16 ]    |
| 5-HT2C | 12      |        | [ 16 ]    |
| D2     | 12      |        | [ 16 ]    |

| Site   | Ki (nM) | Espèce | Référence |
| ------ | ------- | ------ | --------- |
| 5-HT2A | 39      |        | [ 16 ]    |
| H1     | 15      |        | [ 16 ]    |

#### Métabolites actifs
La N-desméthyl-cyamémazine possède une affinité similaire aux récepteurs sérotoninergiques 5-HT2A et une affinité aux récepteurs dopaminergiques D2 huit fois inférieure à celles de la cyamémazine.
La cyamémazine sulfoxide possède une forte affinité pour les récepteurs sérotoninergiques 5-HT2A et pour les récepteurs histaminiques H1 et une affinité réduite pour les récepteurs dopaminergiques D2 et sérotoninergiques 5-HT2C.

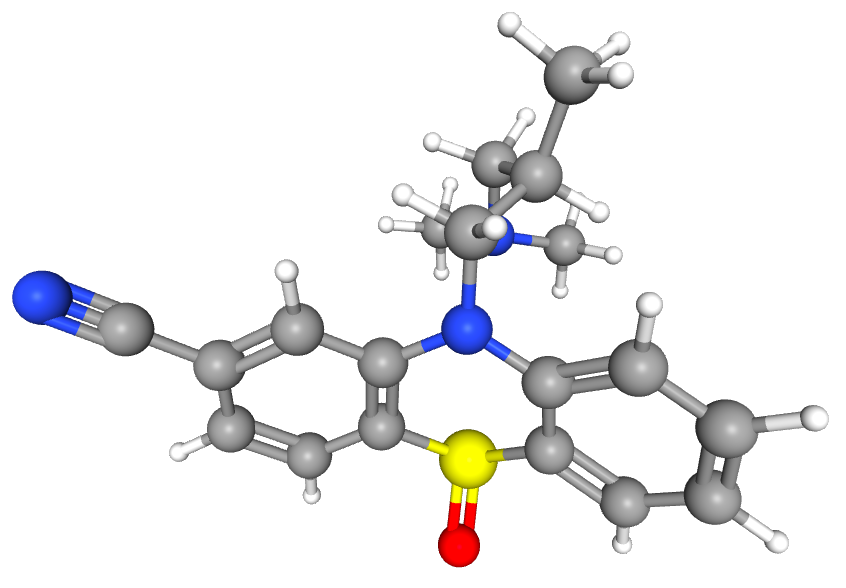
Structure 3D de la cyamémazine sulfoxide.

## Pharmacocinétique
Par voie orale, la biodisponibilité de la cyamémazine est d'environ 50 %. Son Tmax, c'est-à-dire son temps d'atteinte de la concentration plasmatique maximale se situe environ 2 heures 15 minutes après l'administration. Sa demi-vie plasmatique est de 10 à 11 heures,.
Son métabolisme est principalement hépatique : les cytochromes CYP1A2, CYP2C8, CYP2C19 et CYP3A4 entrainent la formation de la N-desméthyl-cyamémazine et les cytochromes CYP1A2 et CYP2C9 celle de la cyamémazine sulfoxide, les deux principaux métabolites actifs.
L’excrétion de la cyamémazine ainsi que celle de ses métabolites est rénale et ces substances se retrouvent dans les urines pendant 72 heures,.
La cyamémazine et ses métabolites ne semblent pas occasionner de stockage dans le cadre d'une utilisation prolongée,.

## Indications

### En France
La cyamémazine possède une AMM pour le traitement :
- des états psychotiques aigus et chroniques ;
- de courte durée de l'anxiété chez l'adulte en cas d'échec des thérapeutiques habituelles ;
- de courte durée (4 à 6 semaines) de certaines formes sévères d'épisode dépressif majeur en association avec un antidépresseur. On parle alors de stratégie de potentialisation de l'antidépresseur[23] ;
- des troubles sévères du comportement chez l'enfant de plus de 6 ans[24],[25];
- de courte durée des états d'agitation et d'agressivité au cours des états psychotiques (avec la solution injectable intra-musculaire)[7].

Elle peut cependant être utilisée hors-AMM pour le traitement :
- des états d'agitation et d'agressivité dans les troubles du spectre bipolaire ;
- des troubles obsessionnels compulsifs ;
- de l'anxiété comorbide à un trouble psychotique[26];
- du sevrage des benzodiazépines et de l'alcool dans certaines conditions[12].

La posologie usuelle se situe entre 50 et 300 mg en au moins deux prises quotidiennes. Cette dose peut être exceptionnellement portée à 600 mg par jour.
Cependant, des dosages plus faibles peuvent être prescrits en tant qu'anxiolytique, ou d'hypnotique.
Dans le cas de la chimiothérapie anxiolytique, en cas d'échec des thérapies habituelles, la dose préconisée est de 25 à 100 mg par jour.
En pédiatrie, la posologie recommandée pour les troubles du comportement avec agitation et agressivité chez les enfants et adolescents de 6 à 15 ans est de 1 à 4 mg·kg-1·jour-1. La forme galénique en solution buvable est naturellement la plus adaptée pour cette population.

## Effets secondaires
Parmi les effets indésirables rapportés, on peut citer :
- somnolence et sédation, qui peuvent s'atténuer avec le temps ;
- indifférence ;
- anxiété ;
- variation de l'humeur ;
- sécheresse des muqueuses ;
- constipation ;
- troubles de l'accomodation visuelle ;
- rétention d'urine ;
- hypotension orthostatique ;
- mouvement involontaires, tics ;
- raideur musculaire ;
- absence de règles ;
- augmentation du volume des seins ;
- écoulement de lait par le mamelon ;
- troubles et dysfonctions sexuelles ;
- prise de poids ;
- hyperglycémie ;
- réaction allergique ;
- photosensibilisation ;
- spasmes ;
- instabilité de la face et du cou ;
- dyskinésies tardives (même après quelques semaines de traitement), déclarée à l’AFSSAPS en 2011 ;
- akathisie ;
- dystonie ;
- troubles du rythme cardiaque ;
- agranulocytose ;
- syndrome malin des neuroleptiques[10],[19].

## Précautions d'emploi
La cyamémazine, à l'instar des autres antipsychotiques, peut provoquer un syndrome malin des neuroleptiques qui constitue une urgence diagnostique et vitale. Elle peut également entraîner une possible agranulocytose et des réactions d'hypersensibilité (angiœdème et urticaire).
Elle est connue pour pouvoir allonger l'intervalle QT à l'électrocardiogramme de façon dose-dépendante, ceci pouvant favoriser les troubles du rythme cardiaque. Il s'agit donc d'une molécule torsadogène. Elle est ainsi déconseillée en association avec d'autres molécules allongeant l'intervalle QT et elle est contre-indiquée avec les molécules les plus torsadogènes.

## Contre-indications

### Absolues
- hypersensibilité ou allergie à la cyamémazine et/ou aux phénothiazines ;
- maladie de Parkinson ;
- antécédent d'agranulocytose ;
- glaucome à angle fermé ;
- rétention urinaire grave[10].

### Relatives
- épilepsie ;
- diabète ;
- insuffisance cardiaque ;
- insuffisance rénale grave ;
- insuffisance hépatique grave[10].

## Statut légal et prescription

### En France
La cyamémazine est une substance classée sur la liste I des médicaments, elle n'est donc disponible que sur ordonnance. Les spécialités en contenant possèdent un taux de remboursement de 65 % et sont agréées aux collectivités.

## Spécialités

### En France
La cyamémazine, commercialisée sous le nom de Tercian en France, est disponible sous forme de :
- boite de 25 comprimés dosés à 100 mg de cyamémazine ;
- boite de 30 comprimés dosés à 25 mg de cyamémazine ;
- boite de solution injectable (pour injection intra-musculaire) contenant 5 ampoules dosées à 50 mg·5·ml-1 de cyamémazine ;
- boite de solution buvable en gouttes dosée à 40 mg·ml-1 de cyamémazine avec un flacon de 30 ml et une seringue doseuse graduée de 5 en 5 gouttes[8]; 1 goutte = 1 mg de cyamémazine ; Après ouverture du flacon de la solution buvable, la durée de conservation est de 1 mois[24].

Les galéniques en comprimés sont génériquées.

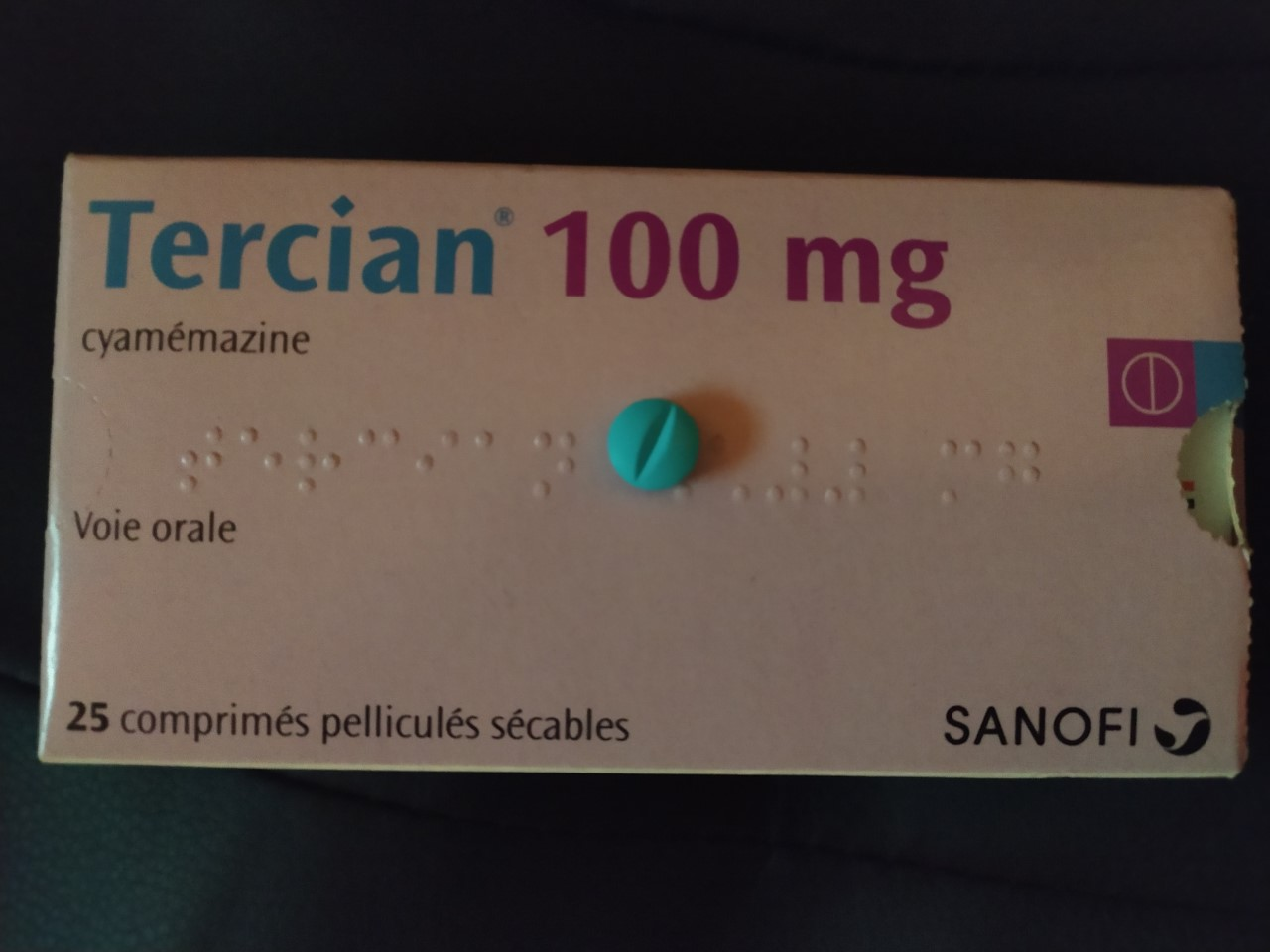
Boite de Tercian 100 mg (France).
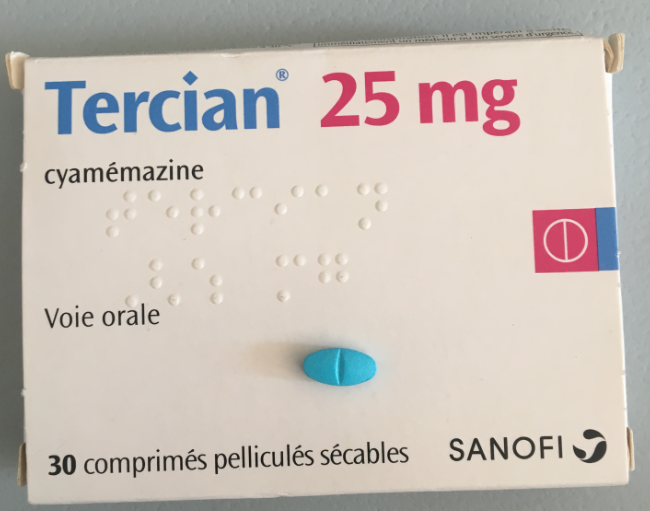
Boite de Tercian 25 mg (France).
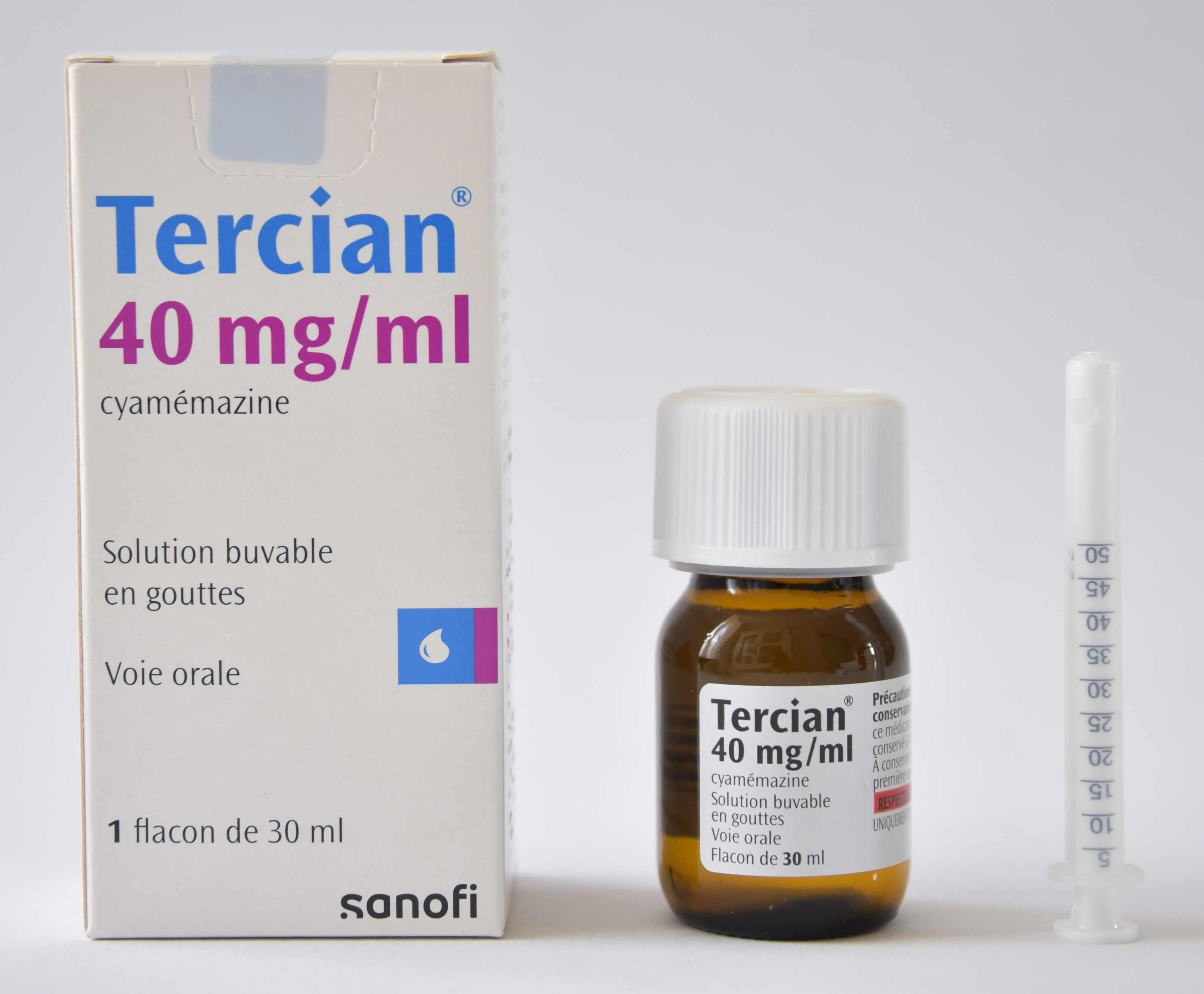
Boite de Tercian en solution buvable 40 mg·ml-1 flacon de 30 ml (France).